# Kristina Smiljanić
Kristina Smiljanić (* 25. Dezember 1991 in Zagreb) ist eine kroatische Handballspielerin. Sie ist Kroatische Nationalspielerin im Beachhandball.
Smiljanić hat einen Master in Rechtswissenschaften.

## Hallenhandball
Die linke Flügelspielerin war von 2010 bis 2015 für den kroatischen Erstligisten ŽRK Lokomotiva Zagreb aktiv. In dieser Zeit gewann Smiljanić 2014 den kroatischen Meistertitel und den kroatischen Pokal mit der Mannschaft. Seit 2015 spielt sie für ŽRK Trešnjevka Zagreb.
Smiljanić gehörte dem kroatischen 28er-Kader für die Europameisterschaft 2014 an, an der sie schlussendlich nicht teilnahm. 2017 gab Smiljanić ihr Debüt in der Kroatischen Frauen-Handballnationalmannschaft.

## Beachhandball
Im Beachhandball tritt Smiljanić wie ein Großteil der kroatischen Nationalmannschaft für MHC Dubrava an. 2015, 2016 und 2019 gewann sie mit dem Team den Titel bei den kroatischen Meisterschaften. 2014 wurde sie Vizemeisterin, 2017 und 2018 Meisterschaftsdritte. 2015 und 2019 wurden die Zagreb Open gewonnen, 2019 auch der Jarun Cup. 2017 und 2018 unterlag der Club im Finale des Jarun-Cups. Zweimal startete sie mit dem Verein beim EHF Beach Handball Champions Cup, 2015 wurden sie Siebte, 2016 Dritte. Mit mehr als 150 Spielen und fast 1000 erzielten Punkten für MHC Dubrava ist sie mit weitem Abstand die Rekordspielerin.
Smiljanić spielte 2013 ihre erste Beachhandball-Europameisterschaft. Kroatien ging als titelverteidigende Mannschaft in das Turnier. In Randers, Dänemark, startete sie mit ihrer Mannschaft mit einer 1-2-Niederlage gegen Russland. Daran schloss sich eine weitere Niederlage gegen die Ukraine und ein Sieg gegen Polen an. Nach zwei weiteren Niederlagen gegen Ungarn und Norwegen verpassten die Kroatinnen als Vorletzte ihrer Vorrundengruppe die Hauptrunde und kamen in der Trostrunde zum Einsatz. Dort wurde die Schweiz, Schweden, erneut Polen und Griechenland bezwungen. Als Tabellenerste der Trostrunde schlossen die Kroatinnen das Turnier als Neunte ab. Smiljanić kam in allen neun Spielen zum Einsatz und erzielte dabei 12 Punkte; Kroatien gewann das erste Mal keine Medaille bei einer Teilnahme.
2015 folgte in Lloret de Mar die zweite Teilnahme an einer Europameisterschaft für Smiljanić. Die kroatische Mannschaft begann das Turnier mit drei Niederlagen gegen Spanien, die Niederlande und die Ukraine. Erst im vierten Spiel gegen Schweden gab es den ersten Sieg, auf den eine weitere Niederlage gegen Norwegen und ein zweiter Sieg gegen Montenegro folgte. Als Drittletzte der Vorrunde reichte es erneut nur zur Qualifikation für die Trostrunde, in der Serbien, Deutschland und die Schweiz geschlagen wurden. Erneut wurde man als Tabellenführer der Trostrunde Turnier-Neunte. Smiljanić kam erneut in allen neun Spielen zum Einsatz und erzielte sieben Punkte.
Zwei Jahre später fanden die Europameisterschaften am Jarun-See im heimischen Zagreb statt. Bei der Auftaktniederlage gegen Italien war Smiljanić mit fünf Punkten nach Lucija Kelava zweitbeste Werferin ihres Teams. Gegen Spanien war sie beim Sieg nach Martina Ćorković und Lucija Kelava mit jeweils 12 erzielten Punkten mit zehn Punkten, ihrem persönlichen Höchstwert, drittbeste Werferin. Es folgten ein Sieg gegen die Schweiz und eine Niederlage gegen Griechenland. Mit zwei Siegen und zwei Niederlagen wurde Kroatien nur Vorletzte der Vorrundengruppe, zog aber dennoch in die Hauptrunde ein. Dort starteten die Kroatinnen mit einem Sieg über die Ukraine, verloren danach aber gegen Russland, Dänemark und Polen. Auch in der Hauptrunde wurde Kroatien nur Vorletzte und zog in die Platzierungsrunde ein. Hier gelangen zwei Siege gegen Italien und Ungarn. Somit schloss Kroatien zum dritten Mal in Folge auf dem neunten Platz ab. Smiljanić erzielte in zehn Spielen 39 Punkte.

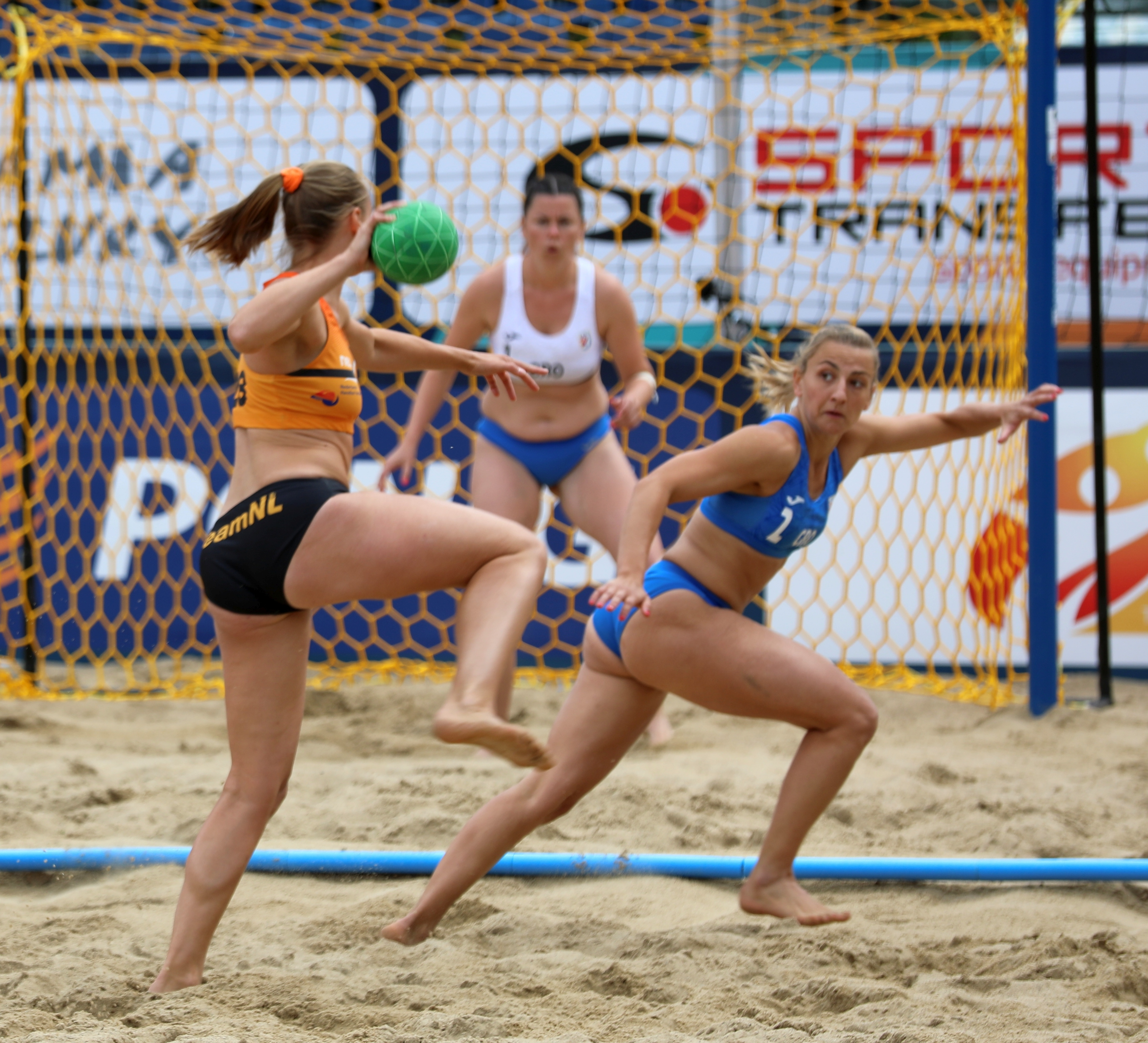
Smiljanić (blau) in der Verteidigung gegen die Niederländerin Krista Mol im kleinen Finale der EM 2019; im Tor Simona Hajduk

Die vierte Teilnahme an einer EM folgte für Smiljanić 2019 in Stare Jabłonki, Polen. In einer ausgeglichenen Vorrundengruppe A traf Kroatien auf die Mitfavoritinnen Niederlande und Norwegen sowie auf die Außenseiterinnen aus der Türkei und Rumänien. Nach einer Niederlage zum Auftakt gegen Norwegen, folgte ein Sieg im Shootout gegen die Niederlande, ein Sieg gegen Rumänien und die Türkei. Als Drittplatzierte der Vorrunde zog man in die Hauptrunde ein. Hier wurden nacheinander Ungarn, Portugal und die gastgebenden Polinnen bezwungen. Als Erste der Hauptrunde zogen die Kroatinnen in das Viertelfinale gegen die Ukraine ein, die knapp in zwei Engen Sätzen bezwungen wurde. Damit zogen die Kroatinnen in das Halbfinale ein, wo sie erneut auf die Gegnerinnen aus der Vorrunde, die Norwegerinnen trafen. Gegen die Nordeuropäerinnen verloren die Kroatinnen des Spiels in zwei Durchgängen. Auch das Spiel um den dritten Platz wurde gegen die Niederlande verloren. Dennoch bedeutete der vierte Rang eine deutliche Verbesserung zu den drei vorherigen Turnieren. Smiljanić traf, in allen zehn Spielen eingesetzt, zu 25 Punkten und erhielt drei Zeitstrafen.

## Einzelbelege
1. ↑  Hrvatski rukomet, Kristina Smiljanić. Abgerufen am 25. Dezember 2020.
2. ↑  ŠIRI POPIS RUKOMETAŠICA ZA EP // Sedam iz Podravke Vegete. Abgerufen am 26. Dezember 2020.
3. ↑  Kiki Smiljanić: Očekujem da ćemo osvojiti Zaprešić Open i na kraju vratiti Dubravi naslov! | Crosport. Abgerufen am 25. Dezember 2020.
4. ↑  Detono Zagreb obranio naslov, pjeskašice Toyota MHC Dubrave nove prvakinje Hrvatske: Sad nas očekuje Europsko prvenstvo… | Crosport. Abgerufen am 25. Dezember 2020.
5. ↑  About us. Abgerufen am 25. Dezember 2020.
6. ↑  Statistics. Abgerufen am 25. Dezember 2020.
7. ↑  European Handball Federation - 2013 Women's ECh Beach Handball / Final Tournament. Abgerufen am 25. Dezember 2020 (englisch).
8. ↑  European Handball Federation - 2015 Women's ECh Beach Handball / Final Tournament. Abgerufen am 25. Dezember 2020 (englisch).
9. ↑  European Handball Federation - 2017 Women's ECh Beach Handball / Final Tournament. Abgerufen am 25. Dezember 2020 (englisch).
10. ↑  Europsko prvenstvo u rukometu na pijesku - rezultati. Abgerufen am 25. Dezember 2020.
11. ↑  European Handball Federation - 2019 Women's ECh Beach Handball / Match Details. Abgerufen am 19. Juni 2020 (englisch).
12. ↑  European Handball Federation - 2019 Women's ECh Beach Handball / Match Details. Abgerufen am 19. Juni 2020 (englisch).
13. ↑  European Handball Federation - 2019 Women's ECh Beach Handball / Match Details. Abgerufen am 19. Juni 2020 (englisch).
14. ↑  European Handball Federation - 2019 Women's ECh Beach Handball / Match Details. Abgerufen am 19. Juni 2020 (englisch).
15. ↑  European Handball Federation - 2019 Women's ECh Beach Handball / Match Details. Abgerufen am 19. Juni 2020 (englisch).
16. ↑  European Handball Federation - 2019 Women's ECh Beach Handball / Match Details. Abgerufen am 19. Juni 2020 (englisch).
17. ↑  European Handball Federation - 2019 Women's ECh Beach Handball / Match Details. Abgerufen am 19. Juni 2020 (englisch).
18. ↑  UltraSports: Denmark have two shots at gold at Beach Handball EURO 2019 | UltraSports.TV. Abgerufen am 19. Juni 2020 (amerikanisches Englisch).
19. ↑  European Handball Federation - 2019 Women's ECh Beach Handball / Match Details. Abgerufen am 19. Juni 2020 (englisch).

| Personendaten    | Personendaten                                   |
| ---------------- | ----------------------------------------------- |
| NAME             | Smiljanić, Kristina                             |
| ALTERNATIVNAMEN  | Smiljanic, Kristina                             |
| KURZBESCHREIBUNG | kroatische Handball- und Beachhandballspielerin |
| GEBURTSDATUM     | 25. Dezember 1991                               |
| GEBURTSORT       | Zagreb                                          |